# Neoacla
Neoacla is een geslacht van rechtvleugeligen uit de familie krekels (Gryllidae). De wetenschappelijke naam van dit geslacht is voor het eerst geldig gepubliceerd in 1988 door Desutter-Grandcolas.

## Soorten
Het geslacht Neoacla omvat de volgende soorten:
- Neoacla clandestina Nischk & Otte, 2000
- Neoacla alsiosus Otte, 2006
- Neoacla loiselae Desutter-Grandcolas, 1988
- Neoacla multivenosa Chopard, 1937
- Neoacla reticulata Chopard, 1956
- Neoacla saltator Otte, 2006
- Neoacla sophos Otte, 2006
- Neoacla vicina Chopard, 1956
- Neoacla ecuadori Gorochov, 2009
- Neoacla longisacculus Gorochov, 2009